# 泰川郡
泰川郡（：／ Thaechŏn gun */?）是朝鮮民主主義人民共和國平安北道的一個郡，位於該道中部，大寧江流經。面積720.9平方公里。

## 區劃史
1413年設郡，後被降格。1895年復設。

## 下轄區劃
下分一邑、一勞動者區、二十八里。